# 9857 Hecamede
9857 Hecamede è un asteroide troiano di Giove del campo greco. Scoperto nel 1991, presenta un'orbita caratterizzata da un semiasse maggiore pari a 5,1586853 au e da un'eccentricità di 0,0265237, inclinata di 19,61384° rispetto all'eclittica.
L'asteroide è dedicato a Ecamede, schiava di Nestore.